# Moulay Abdallah
Moulay Abdellah (àrab: مولاي عبد الله, Mūlāy ʿAbd Allāh; amazic: ⵎⵓⵍⴰⵢ ⵄⴱⴷⵍⵍⴰ ⴰⵎⵖⴰⵕ) és una comuna rural de la província d'El Jadida, a la regió de Casablanca-Settat, al Marroc. Segons el cens de 2014 tenia una població total de 74.671 persones.